# Cao Lãnh
Cao Lãnh wymowaⓘ – miasto w południowym Wietnamie, stolica prowincji Đồng Tháp. W 2009 roku liczyło 91 218 mieszkańców.